# ذاکر (میانه)
ذاکر یکی از روستاهای استان آذربایجان شرقی است که در دهستان گرمه شمالی بخش کندوان شهرستان میانه واقع شده‌است.
روستای ذاکر در وسط یک دره عمیق در کنار جاده خاکی طوین به هفت چشمه قرار دارد و در انتهای دره ای دیگر با روستای ینگجه گرم همسایه هست. کوچ اهالی بیشتر روستا در این چند سال بعداز انقلاب مشهود هست. تا چند سال پیش چند خانوار ساکن این روستا بودند. که به تعداد انگشتان هم نمی‌رسید. اما آهسته آهسته با نجوای آمدن گاز لوله‌کشی بر تعداد ساکنان روستا بیشتر می‌شود. هر چند این روال با ساخت خانه‌های ویلایی در بیشتر روستاهی منطقه یک تصویر نازیبای تجمل پرستی و شاید تفریحی را تداعی می‌کند. یک امر عادی است.